# JFEテクノリサーチ
JFEテクノリサーチ株式会社は、JFEスチールグループの企業。

## 概要
技術サービスの会社として、材料、環境、エネルギーなどの技術分野において、各種分析・評価、計測診断、数値解析、材料・構造試験、技術・知財調査、技術翻訳、システム・計測機器販売およびISOマネジメント支援等の事業を展開している。

## 沿革
- 1979年（昭和54年）11月 - 鋼管計測株式会社設立。
- 1984年（昭和59年）6月 - 川鉄テクノリサーチ株式会社設立
- 1987年（昭和62年）4月 - 日本鋼管テクノサービス株式会社設立
- 2004年（平成16年）10月1日 - 鋼管計測、川鉄テクノリサーチ、日本鋼管テクノサービスの3社が合併し、JFEテクノリサーチ株式会社が発足。同時に、株式会社福山テクノリサーチの検査分析部門を統合。本社は東京都千代田区丸の内。
- 2006年（平成18年）6月 - 本社を東京都中央区日本橋に移転。
- 2013年（平成25年）4月 - 本社を東京都千代田区大手町に移転。
- 2023年（令和5年）2月 - 本社を東京都千代田区大手町の大手町ビルに移転。